# محاسن الخطيب
محاسن الخطيب (10 أكتوبر 1992 - 18 أكتوبر 2024) هي فنانة تشكيلية ومصممة جرافيك فلسطينية من مخيم جباليا، وتُعد محاسن من أبرز الناشطين في غزة خلال الحرب الفلسطينية الإسرائيلية. حيثُ كانت تنشط على وسائل التواصل الاجتماعي لتسليط الضوء على معاناة سكان شمال قطاع غزة. قتلت خلال الرد الإسرائيلي على عملية "طوفان الأقصى".

## حياتها المهنية
قبل أسبوعين من السابع من أكتوبر، استثمرت محاسن كل ما تملك لإنشاء استوديو فني خاص بها، ومع ذلك، تم تدمير الاستوديو في الحرب. كما قدمت أيضًا دورات مجانية عبر الإنترنت للفلسطينيين الآخرين الذين يطمحون إلى التقدم في الإبداع الفني. كما ساهمت في نقل روايات قوية تتعلق بواقع الحرب عن طريق وسائل التواصل الاجتماعي، حيث قامت السلطات الإسرائيلية بقمع جميع اتصالات الإنترنت تقريبًا في غزة، لذلك اعتمدت في كثير من الأحيان على وسائل التواصل الاجتماعي، مثل إنستغرام، لنشر إنتاجها الفني. كما تعاونت مع العديد من الوكلاء العرب والمؤسسات الدولية.
حمل آخر أعمالها عنوان " أخبرني ما الذي تشعر به عندما ترى أي شخص يحترق"، تخليداً لذكرى شعبان الدلو، الشاب البالغ من العمر 19 عاماً والذي احترق حتى الموت في القصف الإسرائيلي لمستشفى الأقصى قبل أيام. توفيت بعد وقت قصير من إصابتها بقصف إسرائيلي في منزلها. منحها مهرجان لوكا للقصص المصورة والألعاب بعد وفاتها تنويهًا خاصًا.
في إقليم الباسك، دعت نقابات متعددة، بما في ذلك اتحاد العمال الإسباني، واتحاد العمال، واتحاد العمال العام، واتحاد عمال الباسك إلى عقد اجتماعات في بامبلونا، ودونوستيا، وبلباو، وفيتوريا-جاستيز للتنديد بغلافها، وتكريمها والمطالبة بإنهاء الإبادة الجماعية الفلسطينية. كما نظمت الجمعيات الطلابية تجمعات في المؤسسات التعليمية والأكاديمية الباسكية. تعاونت الخطيب مع جمعية جيرنيكا فلسطين المؤيدة لفلسطين.